# Француски епањел
Француски епањел или Француски шпанијел  је раса паса, врста сетера, такође слична шпанијелима. Узгајан је у Француској и Канади као ловачки пас, који потиче од паса из 14. века. Раса је била популарна међу краљевским породицама у средњем веку, али је скоро изумрла на прелазу из 20. века. Спашена је трудом оца Фурнијеа, француског свештеника. Ово је једна од највећих сорти шпанијела, беле боје са смеђим мрљама. Пријатељска раса са мало здравствених проблема.

## Историја расе
Први помен шпанијела у Француској налази се у делу Гастона III Фоа-Беарна „Ливрет де Кхасе“, написаном у 14. веку, касније преведеном на енглески као „Мајстор игре“. Веровало се да су настали током крсташких ратова у 11. веку. Француски шпанијел се помиње као специфична врста шпанијела 1660. године и дефинисан је као посебна раса од холандског кавалир шпанијела краља Чарлса.
Ова раса је била популарна у средњем веку и коришћена је у соколарству и лову на птице. Постали су миљеници француске краљевске породице, а краљеви и принчеви на краљевским дворовима у Версају давали су им предност од других ловачких паса. Поред тога, познато је да је Катарина I (1684–1727) поседовала француског шпанијела по имену Бабе. Током овог периода, француски шпанијел се поделио на неколико регионалних типова.
Спортски журнал је 1805. писао о француском шпанијелу у лову на патке: „Груби француски шпанијел је препознат као најбољи помоћник за овај посао: посматра патку попут стрелца и неупоредивом брзином јури на рањени плен, доносећи га до ноге ловца што је брже могуће.“. Током 1850-их, Бретон је развијен укрштањем француских шпанијела са енглеским сетером.
Џејмс де Коник је формулисао први стандард расе за француског шпанијела 1891. године. На прелазу из 20. века број француских шпанијела је толико опао да су скоро изумрли због конкуренције увезених спортских паса, посебно због растуће популарности енглеских ловачких раса међу француским ловцима. Француски свештеник по имену отац Фурније преузео је на себе да сакупи преостале француске шпанијеле у својој одгајивачници у Саинт-Хилаиреу како би сачувао расу. Тамо је створио расне линије које су преци модерних француских шпанијела. Француски национални клуб шпанијела основан је 1921. године, а Фурнијеов отац је био председник удружења.

## Препознавање расе
Француски шпанијел је био мало познат изван Француске и суседних земаља све док није уведен у канадску провинцију Квебек 1970-их. Брзо је постао популаран пас за лов на шљуке и тетреба. Канадски национални расни клуб је основан 1978. како би се осигурало да француски шпанијел настави да испуњава стандард расе и да би постигао званично признање од стране Канадског кинолошког клуба, које се догодило 1985. године.
Француски шпанијели су такође признати од стране Међународне кинолошке федерације (ФЦИ) и Уједињеног кинолошког клуба. Британски кинолошки савез и Амерички кинолошки савез не признају француског шпанијела. Али је признат од стране Северноамеричког удружења ловачких паса. Такође су регистровани у америчким регистрима паса за потребе педигреа и за учешће на изложбама и такмичењима организација као што су Амерички регистар паса, Америчко удружење паса и Амерички регистар кућних љубимаца.
Да би се квалификовао за признање од стране Америчког кинолошког клуба, прво мора бити основан национални расни клуб и писани захтев мора бити поднет АКЦ-у заједно са стандардом расе. Ово омогућава раси да заврши у групи непризнатих раса. Следећи корак је да се квалификујете за групу других раса. За то је потребно најмање сто активних чланова националног расног клуба, као и најмање триста до четири стотине паса у Сједињеним Државама са педигреом од три генерације (сви пси у овим педигреима морају бити исте расе). Поред тога, они морају бити географски распоређени у двадесет или више држава. Особље АКЦ-а такође мора да одобри статут и правила националног расног клуба, као и да изврши преглед расе. Типично, раса остаје у категорији "Остало" једну до три године пре него што се добије пуно званично признање. За то време, расни клуб би требало да буде активан и да одржава семинаре, такмичења и изложбе локалних и националних специјалитета. Кинолошки клуб (УК) нема категорију „Друге расе“ нити фонд за непризнате расе. Уместо тога, препознавање расе захтева подношење података о псима рођеним у Великој Британији и њиховом родовнику од три генерације. Као и информације о земљи порекла и стандарду расе. Ово омогућава да се подаци унесу у Регистар увезених раса са пуним признањем.

## Изглед
Висина мужјака је 56-61 цм, а женки 54-61 цм. Тежина може бити од 20 до 27 килограма. Типичан припадник ове расе има мужевни изглед са дубоким грудима и снажним ногама. Француски шпанијел има тамно жуте очи и дебео реп који се сужава до тачке.
Длака је средње дужине, густа са дугом украсном длаком на ушима, задњем делу ногу и репу. Длака је благо таласаста на грудима, а на телу лежи уз тело. Стандардна боја: бела са смеђим мрљама, нијансе од светло цимета до тамне јетре. Историјски гледано, прва боја је била бела са црним мрљама, али је раса касније укрштена са шпањелима других боја у 19. веку.

## Особености понашања расе
Француски шпанијел је пријатељски настројен и друштвен, уравнотежен и стрпљив. Ова раса се не одликује агресивношћу, али има јаку жељу да задовољи власника, тако да их је лако обучити. Пси ове расе ће створити снажну везу са својим власником јер су радни ловачки пас. Ово је веома активна и издржљива раса која захтева редовне физичке и менталне вежбе.

## Здравље
Расу генерално карактерише добро здравље и мало проблема, ови пси се такође лако прилагођавају различитим климатским условима. Болест коже дистални гранулом и аналгезија су честе код ове расе. Реч је о новооткривеној болести чији се симптоми јављају између три и по месеца и једне године живота.
Први пут је откривен код тринаест паса у Канади, са симптомима сличним дисталном гранулому пронађеним код немачког краткодлаког птичара, енглеског птичара и енглеског шпрингер шпанијела. Пси који болују од ове болести лижу, гризу и жваћу захваћена подручја коже, што доводи до чирева са секундарним бактеријским инфекцијама. У екстремним случајевима, могу да одгризу своје канџе, прсте и јастучиће на шапама. Већина паса којима је првобитно дијагностикована ова болест морала је бити еутаназирана у року од неколико дана до неколико месеци након дијагнозе.